# National Geographic Society
La National Geographic Society (NGS) è una organizzazione scientifica ed educativa statunitense tra le più grandi al mondo, con sede in Washington e senza scopi di lucro. Gli interessi comprendono svariate discipline, quali la geografia, l'archeologia e le scienze naturali, ma anche la cura per la conservazione dell'ambiente naturale e dei patrimoni storici, e la divulgazione dello studio circa le civiltà umane e la loro storia.

## Storia

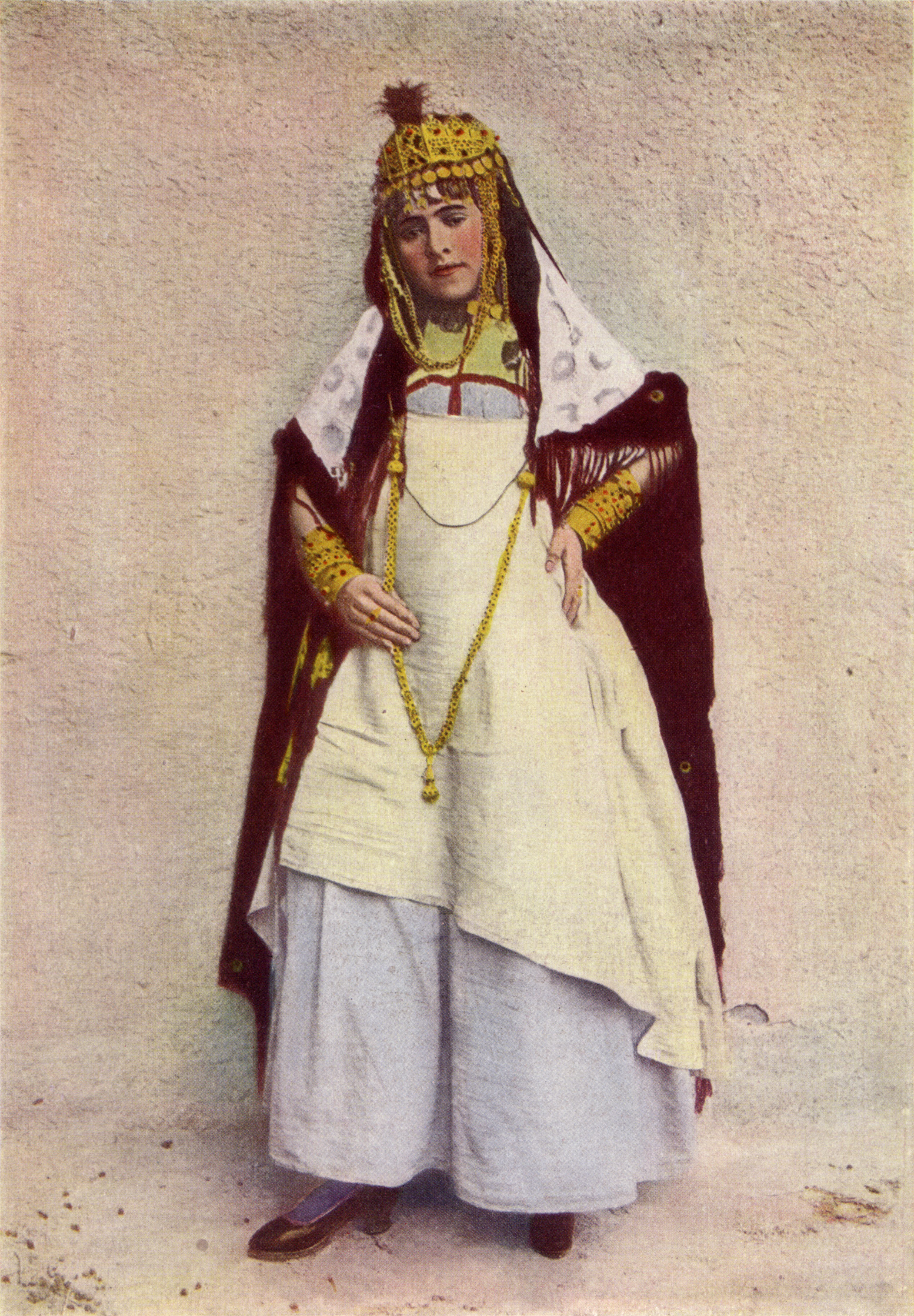
A dancer of the cafes, Algeria, 1917. Fotografia tratta da un numero del National Geographic Magazine

Il 13 gennaio 1888 un gruppo di 33 persone composto da scienziati ed esploratori si riunì al Cosmos Club, un club privato situato in Lafayette Square a Washington, con l'obiettivo di creare una società «per migliorare e diffondere le conoscenze geografiche». Dopo aver stabilito un regolamento e un piano per l'organizzazione, il 27 gennaio venne fondata la National Geographic Society.
Gardiner Greene Hubbard ne fu il primo presidente e nel 1897, dopo la sua morte, gli succedette alla guida il genero, Alexander Graham Bell. La prima donna eletta nel consiglio di amministrazione fu Eliza Scidmore.
Il genero di Bell, Gilbert Hovey Grosvenor, fu nominato editore a tempo pieno del National Geographic Magazine e servì l'organizzazione per 55 anni; altri membri della famiglia Grosvenor ricoprirono importanti ruoli nella società.
Bell e suo genero elaborarono il concetto di marketing all'interno della società ed incoraggiarono un uso sempre più ampio di materiale fotografico a corredo dei reportage.
Il presidente dell'organizzazione è Gilbert Melville Grosvenor, che ha ricevuto nel 2005 la Medaglia presidenziale della libertà per la sua guida della società all'educazione geografica.
Nel 2004 il quartier generale della NGS a Washington fu una delle prime costruzioni a ricevere la certificazione Green dalla Global Green USA. Nell'ottobre del 2006 la società National Geographic ha ottenuto il Premio Principe delle Asturie di Oviedo, in Spagna, nel campo della Comunicazione e umanistica.

## Descrizione
L'obiettivo storico della National Geographic Society è da sempre quello di «incrementare e diffondere la conoscenza geografica e allo stesso tempo di promuovere la protezione della cultura dell'umanità, della storia e delle risorse naturali». Il suo stesso presidente e direttore generale dal marzo 1998, John M. Fahey, Jr., afferma che lo scopo della NGS è soprattutto stimolare le persone a prendersi cura del proprio pianeta.
La società è gestita da ventitré membri del consiglio degli amministratori fiduciari, costituito da un gruppo di esimi educatori, uomini d'affari, importanti funzionari governativi e conservazionisti. L'organizzazione sponsorizza e promuove l'esplorazione e la ricerca scientifica, e pubblica inoltre una sua rivista, il National Geographic Magazine, e diverse altre riviste, libri, pubblicazioni scolastiche, mappe, filmati e inserti web in numerose lingue e paesi di tutto il mondo. La NGS ha un fondamento educativo attraverso il quale dona concessioni alle organizzazioni a fine didattico con lo scopo di valorizzare l'educazione geografica. Lo stesso Comitato per la Ricerca e l'Esplorazione ha offerto concessioni per la ricerca scientifica, e recentemente le ha conferito la sua nove millesima donazione; le varie proprietà comprendono una fascia di 360 milioni di persone al mese in tutto il mondo.
La National Geographic Society mantiene un museo aperto al pubblico nella propria sede di Washington, ed ha aiutato la sponsorizzazione di importanti esposizioni itineranti come la King Tut, mostra che ha esposto meravigliosi reperti provenienti dalla tomba del giovane faraone Tutankhamon e che coinvolse numerose città americane, concludendosi con l'esposizione al Franklin Institute di Filadelfia. La mostra King Tut è attualmente presente a Londra. La National Geographic Society ha inoltre contribuito alla mostra dei «Tesori culturali dell'Afghanistan», inaugurata nel maggio 2008 alla National Gallery of Art di Washington, e spostatasi nei seguenti diciotto mesi all'Houston Museum of Fine Arts, all'Asian Art Museum di San Francisco, e infine al Metropolitan Museum di New York.

## Fondatori
Segue la lista dei 33 fondatori del 1888:
- Cleveland Abbe, astronomo e meteorologo
- Frank Baker, medico e direttore dello zoo nazionale di Washington
- Marcus Baker, naturalista, esploratore, giornalista, editor giornalistico
- John Russell Bartlett, storico e linguista
- Charles J. Bell, uomo d'affari
- Rogers Birnie, militare ed esploratore
- William Healey Dall, naturalista, malacologo, paleontologo, esploratore
- Arthur Powell Davis
- Clarence Dutton
- Henry Gannett
- Samuel Gannett
- Grove Karl Gilbert
- George Brown Goode
- James Howard Gore
- Adolphus Washington Greely
- Edward Everett Hayden
- Henry Wetherbee Henshaw
- Gardiner Greene Hubbard
- Willard Drake Johnson
- George Kennan
- George Wallace Melville
- Clinton Hart Merriam
- Henry Mitchell
- Robert Muldrow II
- Herbert Gouverneur Ogden
- John Wesley Powell
- William Bramwell Powell
- Israel Russell
- Winfield Scott Schley
- Almon Harris Thompson
- Gilbert Thompson
- Otto Hilgard Tittmann
- James Clarke Welling

## Progetti e spedizioni

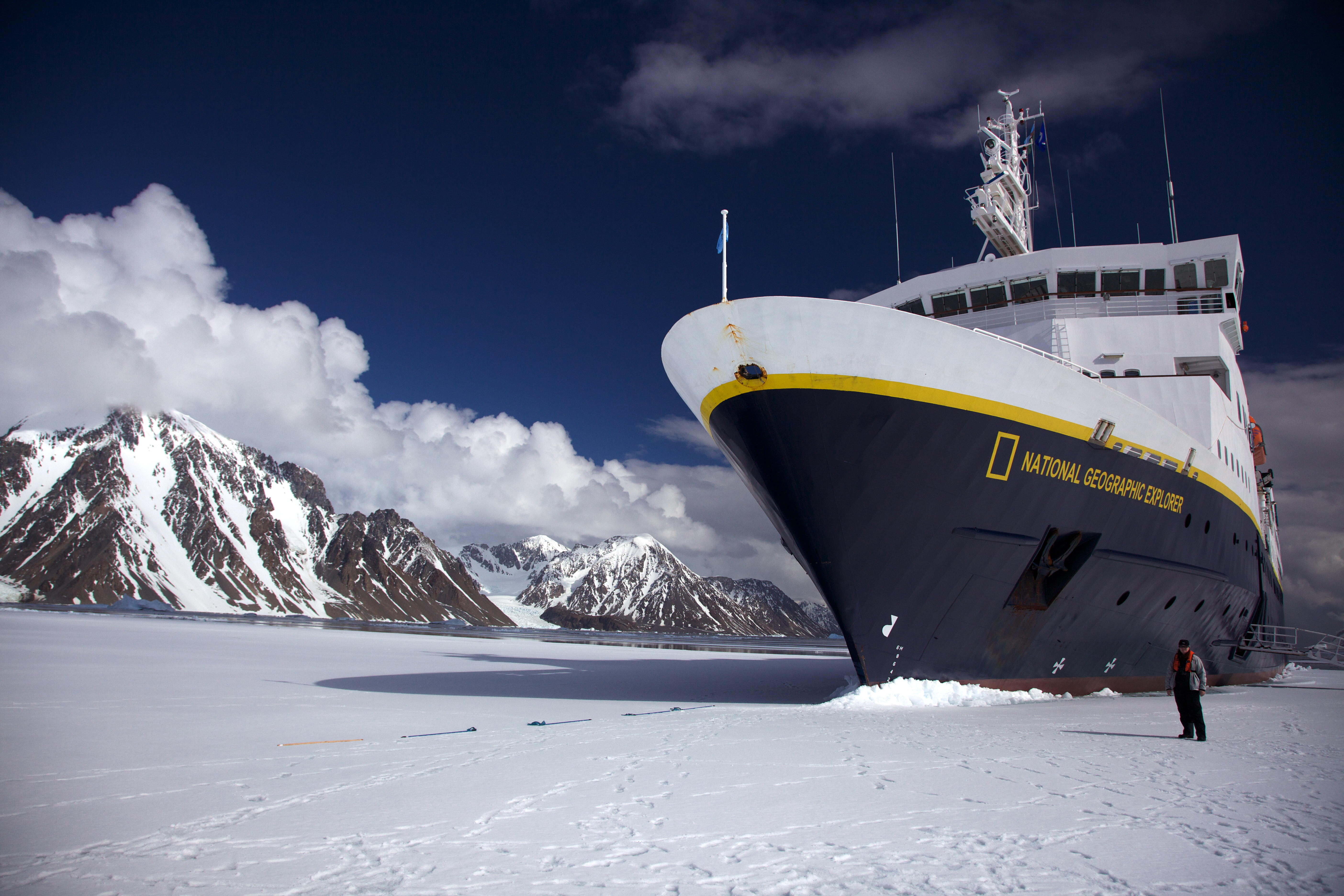
Il National Geographic Explorer visita l'Antartide

Nel corso degli anni la Società ha sponsorizzato molte spedizioni e progetti di ricerca in tutto il mondo:
- Robert Peary e Matthew Henson - Spedizione al Polo Nord (1905)
- Hiram Bingham - Scavi a Machu Picchu (1915)
- Robert F. Griggs - Valle dei Diecimila Fumi (1916)
- Robert Bartlett - Esplorazioni artiche (1925-45)
- Richard E. Byrd - Primo volo al di sopra del Polo Sud (1929)
- Jacques-Yves Cousteau - Esplorazioni sottomarine
- Codice Tchacos - Conservazione e traduzione dell'unica copia conosciuta del Vangelo di Giuda
- Ian Baker - Scoperta delle cascate nascoste del fiume Yarlung Tsangpo nel Tsangpo Gorge (Yarlung Zangbo Grand Canyon), Tibet
- Robert Ballard - Scoperta dei relitti sottomarini del RMS Titanic (1985) e del PT-109 di John F. Kennedy (2002)
- George Bass - Archeologia sottomarina
- Lee Berger - Le più antiche impronte mai scoperte lasciate nel terreno da esseri umani moderni
- Mike Fay - MegaTransect (1999) e MegaFlyover (2004) in Africa
- Dian Fossey - Gorilla di montagna
- Birutė Galdikas - Oranghi
- Jane Goodall - Scimpanzé
- Heather Halstead - Circumnavigazione del mondo di Reach the World
- Louis e Mary Leakey - Scoperta del Zinjanthropus (1,75 milioni di anni)
- Gustavus McLeod - Primo volo fino al Polo Nord su un aereo con abitacolo aperto
- Paul Sereno - Dinosauri
- Will Steger - Spedizione polare e primo Explorer-in-Residence 1996[7]
- Spencer Wells - The Genographic Project
- Xu Xing - Scoperta di dinosauri fossili dotati di penne in Cina

La Società sostiene inoltre molti progetti sociali tra cui l'AINA: un'organizzazione con base a Kabul che si dedica allo sviluppo del giornalismo locale, fondata da Reza Deghati, uno dei più famosi fotografi della Società.

## Hubbard Medal

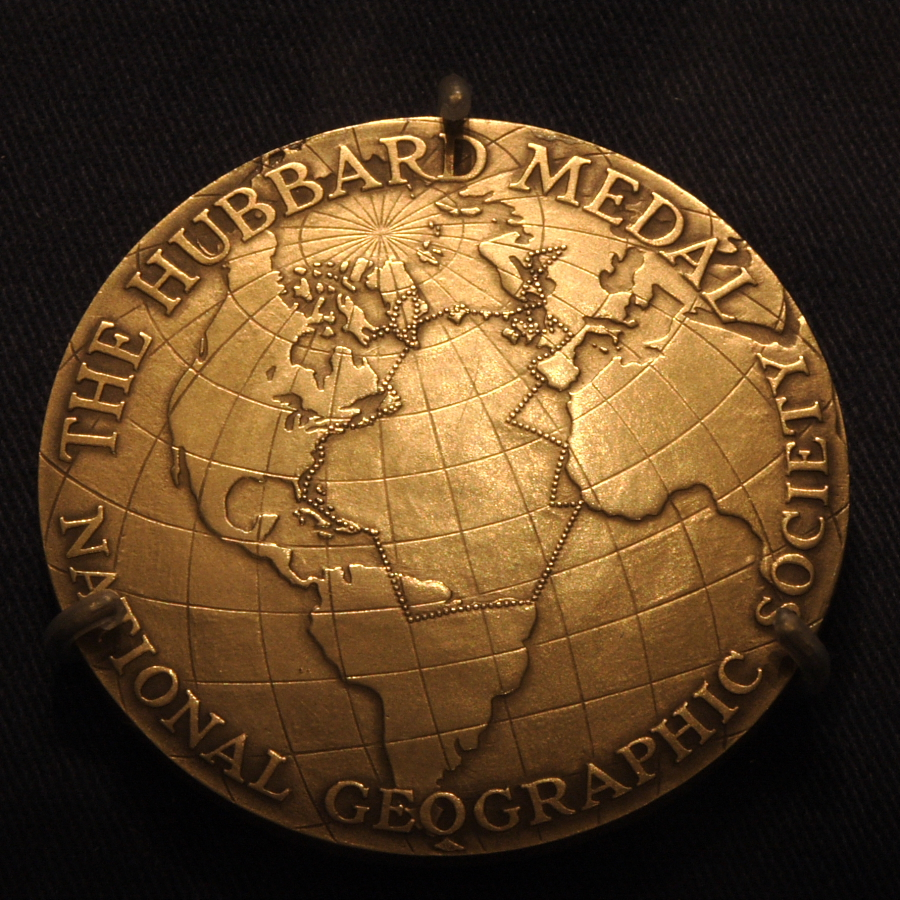
La medaglia personalizzata di Anne Morrow Lindbergh che mostra la sua rotta di volo.

La Medaglia Hubbard è un premio della National Geographic Society per chi si è distinto nell'esplorazione, nelle scoperte e nella ricerca. La medaglia prende il nome da Gardiner Greene Hubbard, il primo presidente della Società. Al 2018 è stata conferita 44 volte, di cui la più recente a Peter H. Raven, botanico.

## National Geographic Kids
Rivista pubblicata dal settembre 1975, è una versione per ragazzi della più famosa National Geographic Magazine.